# جواو ريكاردو
جواو ريكاردو (بالبرتغالية: João Ricardo Riedi) هو لاعب كرة قدم برازيلي في مركز حراسة المرمى، ولد في 6 سبتمبر 1988 في Mariano Moro ‏ في البرازيل. لعب مع نادي أمريكا ونادي إيكاسا ونادي بارانا ونادي فيرانوبوليس.

## وصلات خارجية
- جواو ريكاردو على موقع قاعدة بيانات كرة القدم.إي يو (الإنجليزية)
- جواو ريكاردو على موقع Soccerway.com (الإنجليزية)
- جواو ريكاردو على موقع عالم كرة القدم.نت (الإنجليزية)